# شیلینگشتدت
شیلینگشتدت (به آلمانی: Schillingstedt) یک شهر در آلمان است که در زومردا واقع شده‌است. شیلینگشتدت ۲۷۹ نفر جمعیت دارد.